# Malcolm Wallop
Malcolm Wallop (New York, 1933. február 27. – Big Horn, 2011. szeptember 14.) az Amerikai Egyesült Államok szenátora (Wyoming, 1977–1995).